# Izbica (Srbica)
Pour les articles homonymes, voir Izbica.
Izbicë en albanais et Izbica en serbe latin (en serbe cyrillique : Избица) est une localité du Kosovo située dans la commune/municipalité de Skenderaj/Srbica et dans le district de Mitrovicë/Kosovska Mitrovica. Selon le recensement kosovar de 2011, elle compte 501 habitants, tous albanais.

## Démographie

### Évolution historique de la population dans la localité
| 1948 | 1953 | 1961 | 1971 | 1981 | 1991 | 2011 |
| ---- | ---- | ---- | ---- | ---- | ---- | ---- |
| 349  | 405  | 486  | 604  | 643  | 623  | 501  |

|  |